# Zagroda (Krasnystaw)
Pour les articles homonymes, voir Zagroda.
Zagroda (prononciation : [zaˈɡrɔda]) est un village polonais de la gmina de Siennica Różana dans le powiat de Krasnystaw de la voïvodie de Lublin dans l'est de la Pologne.
Le village compte approximativement une population de 435 habitants.

## Histoire
De 1975 à 1998, le village est attaché administrativement à la Voïvodie de Chełm.

Depuis 1999, il fait partie de la nouvelle voïvodie de Lublin.